# Indraneil Sengupta
Indraneil Sengupta (en bengalí: ইন্দ্রনীল সেনগুপ্ত, en hindi: इंद्रनील सेनगुप्ता; nacido en Guyarat el 8 de septiembre de 1974) es un modelo y actor indio de cine y televisión indios.

## Filmografía

### Cine
| Año  | Título                           | Idioma  | Rol                      | País      |
| ---- | -------------------------------- | ------- | ------------------------ | --------- |
| 2004 | Shukriya: Till Death Do Us Apart | Hindi   | Yash                     | India     |
| 2007 | Mumbai Salsa                     | Hindi   | Karan Kapoor             | India     |
| 2008 | 1920                             | Hindi   | Mohan Kant               | India     |
| 2009 | Angshumaner Chhobi               | Bengalí | Angshuman                | India     |
| 2009 | Janala                           | Bengalí | Angshuman                | India     |
| 2010 | Autograph                        | Bengalí | Shuvobrata               | India     |
| 2010 | Jodi Ekdin                       | Bengalí |                          | India     |
| 2011 | Bedini                           | Bengalí | Keshta                   | India     |
| 2011 | Uro Chithi                       | Bengalí |                          | India     |
| 2011 | Arekti Premer Golpo              | Bengalí | Basu                     | India     |
| 2012 | System                           | Bengalí | Eklavya                  | India     |
| 2012 | Aparajita Tumi                   | Bengalí | Yusuf                    | India     |
| 2012 | Kahaani                          | Hindi   | Arnav Bagchi/Milan Damji | India     |
| 2012 | Chorabali                        | Bengalí | Sumon                    | Bangladés |
| 2012 | Dashami                          | Bengalí |                          | India     |
| 2013 | Goyenda Gogol                    | Bengalí | Ashok Thakur             | India     |
| 2013 | Mishor Rohoshyo                  | Bengalí | Hani Alkadi              | India     |
| 2013 | Satyagraha                       | Hindi   | Akhilesh                 | India     |
| 2013 | Satyanweshi                      | Bengalí | Himangshu                | India     |
| 2013 | c/o Sir                          | Bengalí | Ranabir                  | India     |
| 2014 | Teen Patti                       | Bengalí | Arya                     | India     |
| 2014 | Obhishopto Nighty                | Bengalí | Raja/Alok                | India     |
| 2014 | Arundhati                        | Bengalí | Rudra                    | India     |
| 2014 | Jilmil Jonak                     | Asamés  | Cameo                    | India     |
| 2014 | Samrat & Co.                     | Hindi   | Vijay Singh              | India     |
| 2014 | Gogoler Kirti                    | Bengalí | Ashok Thakur             | India     |
| 2015 | Shajarur Kanta                   | Bengalí | Debasish                 | India     |
| 2015 | Calendar Girls                   | Hindi   | Shashank                 | India     |
| 2016 | &                                | Marathi |                          | India     |
| 2016 | Samraat: The King Is Here        | Bengalí | Raja                     | Bangladés |
| 2016 | Kiriti O Kalo Bhromor            | Bengalí | Kiriti Roy               | India     |
| 2017 | M.A.Pass                         | Hindi   | Ritesh                   | India     |
| 2017 | Boss 2                           | Bengalí | Bidyut Shivalkar         | India     |
| 2017 | Sargoshiyan                      | Hindi   | Vikram Roy               | India     |
| 2018 | Nilacholey Kiriti                | Bengalí | Kiriti Roy               | India     |

### Televisión
| Año  | Título                                 | Rol                                      |
| ---- | -------------------------------------- | ---------------------------------------- |
| 2005 | Pyaar Ke Do Naam: Ek Raadha, Ek Shyaam | Shyaam                                   |
| 2006 | Banoo Main Teri Dulhann                | Tushar                                   |
| 2007 | Aahat                                  | Abhilash                                 |
| 2007 | Nach Baliye (Season 3)]]               | Competidor                               |
| 2008 | Babul Ki Bitiya Chali Doli Saja Ke     | Daksh                                    |
| 2008 | Maayka                                 | Angad                                    |
| 2014 | Tumhari Paakhi                         | Rohan                                    |
| 2015 | Box Cricket League                     | Competidor; representado Chandigarh Cubs |
| 2015 | Maharakshak: Devi                      | Shukracharya                             |
| 2015 | Darr Sabko Lagta Hai                   | Avinash                                  |
| 2016 | Jamai Raja                             | Neil                                     |
| 2017 | Ghulaam                                | Raghav Verma (cameo)                     |
| 2017 | Nimki Mukhiya                          | Abhimanyu Rai                            |